# Rio Bărușoru
O Rio Băruşoru é um rio da Romênia afluente do Rio Strei, localizado no distrito de Hunedoara.